# Bjørnsen
Bjørnsen ist ein patronymisch gebildeter norwegischer Familienname mit der Bedeutung „Sohn des Bjørn“.

## Namensträger
- Hartmann Bjørnsen (1889–1974), norwegischer Turner
- Kristian Bjørnsen (* 1989), norwegischer Handballspieler
- Lars Erik Bjørnsen (* 1982), norwegischer Handballspieler
- Susann Bjørnsen (* 1993), norwegische Schwimmerin
- Tore Bjørnsen (* 1943), norwegischer Gewichtheber